# Алиев, Гиди Иса оглы
Гиди Иса оглы Алиев (азерб. Hidi İsa oğlu Əliyev; 5 июля 1896, Аллар, Ленкоранский уезд — 29 мая 1959, там же) — советский азербайджанский хлебороб, Герой Социалистического Труда (1948).

## Биография
Родился 5 июля 1896 года в селе Аллар Ленкоранского уезда Бакинской губернии (ныне Джалилабадский район Азербайджана).
В 1929—1959 годах кузнец, председатель колхоза «Красный Аллар», бригадир и колхозник колхоза имени Азизбекова Астрахан-Базарского района Азербайджанской ССР. В 1947 году получал урожай пшеницы 30,14 центнеров с гектара на площади в 63 гектара.
Указом Президиума Верховного Совета СССР от 10 марта 1948 года за получение в 1947 году высоких урожаев пшеницы Алиеву Гиди Иса оглы присвоено звание Героя Социалистического Труда с вручением ордена Ленина и золотой медали «Серп и Молот».
Активно участвовала в общественной жизни Азербайджана. Член КПСС с 1939 года.
Скончался 29 мая 1959 года в селе Аллар Астрахан-Базарского района.